# Flutendes Pfeilkraut
Das Flutende Pfeilkraut (Sagittaria subulata), auch Schmalblättriges Pfeilkraut oder Kleines Pfeilkraut genannt,  ist eine Pflanzenart aus der Gattung Pfeilkraut (Sagittaria) innerhalb der Familie der Froschlöffelgewächse (Alismataceae). Diese grasartig wachsende Sumpfpflanze lebt überwiegend submers, also unterhalb der Wasseroberfläche.

## Beschreibung

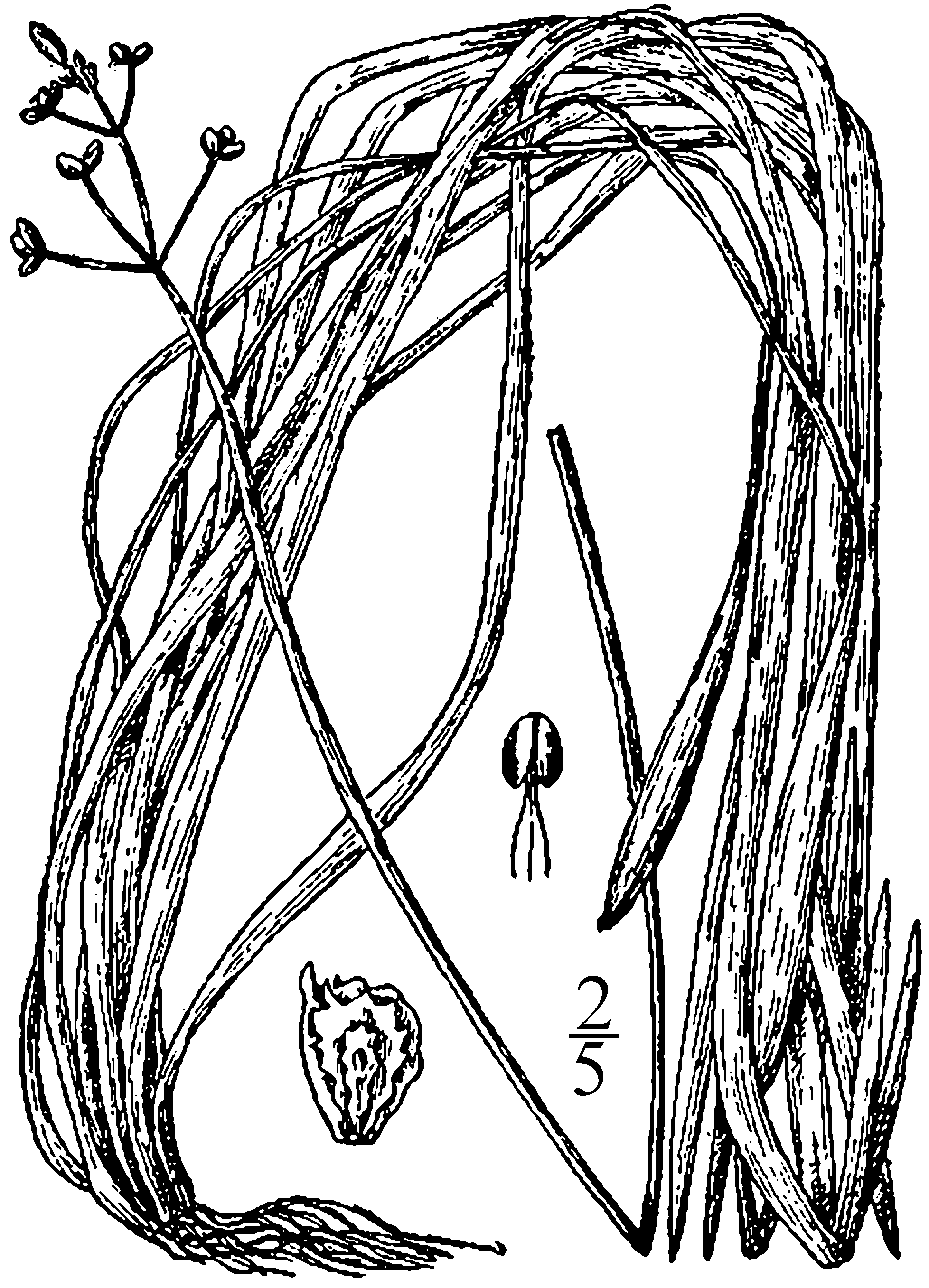
Illustration

### Erscheinungsbild und Blatt
Das Flutende Pfeilkraut wächst als ausdauernde krautige Pflanze. Mit zahlreichen Ausläufern kann diese Pflanzenart sehr bald einen dichten Bestand bilden.
Die in einer Rosette angeordneten Laubblätter sind bei einer Länge von bis zu 30 bis 40 Zentimetern sowie einer Breite von 4 bis 7 Zentimetern linealisch oder bandförmig und hellgrün. Gelegentlich werden auch Schwimmblätter ausgebildet. Bei Laubblätter oberhalb der Wasseroberfläche sind die einfachen Blattspreiten bei einer Länge von 2 bis 6 Zentimetern sowie einer Breite von 0,5 bis 2,5 Zentimetern meist eiförmig.

### Generative Merkmale
Das Flutende Pfeilkraut ist einhäusig getrenntgeschlechtig (monözisch). Die Blütenstände sind bis zu 1 Meter lang, sie bestehen aus einem bis zehn Quirlen von männlichen und weiblichen Blüten. Blüten bilden sich nur oberhalb der Wasseroberfläche. Die eingeschlechtigen Blüten sind radiärsymmetrisch und dreizählig. Weibliche Blüten bestehen aus drei ausgebreiteten grünen Kelchblättern sowie drei weißen Kronblättern und Fruchtblättern. Männliche Blüten weisen zwischen sieben und fünfzehn Staubblätter auf.
Die 1,5 bis 2 Millimeter langen, verkehrt-eiförmigen Nüsschen weisen, wie für Froschlöffelgewächse typisch, einen pfriemförmigen Schnabel auf.
Die Chromosomenzahl beträgt 2n = 22.

## Vorkommen
Das Verbreitungsgebiet des Flutenden Pfeilkraut sind die südöstlichen Bundesstaaten der USA sowie in Südamerika das Gebiet von Kolumbien bis zum nordwestlichen Venezuela. In Flüssen bildet diese Art ausgedehnte Bestände. Sie ist dabei sowohl in Süß- wie Brackwasser überlebensfähig.

## Verwendung in der Aquaristik
Sowohl die Art Sagittaria subulata als auch die Zuchtform Sagittaria subulata var. pusilla zählen zu den Pflanzen, die im Fachhandel häufig für die Bepflanzung von Aquarien angeboten werden. Verwendung finden diese Pflanzen meist im Vordergrund von Aquarien, da vor allem die Zuchtform, die im Handel fälschlicherweise gelegentlich als Sagittaria pusilla angeboten wird, sehr klein bleibt. Unter idealen Bedingungen vermehrt sich diese Zuchtform sehr schnell und bildet im Aquarium einen dichten, etwa 5 Zentimeter hohen Rasen aus.
Die Nominatform Sagittaria subulata var. subulata dagegen kann eine Blattlänge von bis zu 60 Zentimeter erreichen, wenn sie nicht genügend Ausbreitungsplatz hat, und ist dann eher für die mittleren und hinteren Beckenzonen.
Die idealen Pflegebedingungen für Art und Zuchtform ist nicht zu weiches Wasser. Die Karbonathärte sollte zwischen vier und acht liegen. Die Gesamthärte sollte 10 bis 15 betragen. Die optimale Temperatur liegt zwischen 18 und 28 Grad Celsius. Die Pflanzen benötigen nur wenig im Wasser gelöstes Kohlenstoffdioxid. Zwei Milligramm pro Liter reichen aus, um die Pflanzen gut gedeihen zu lassen. Aquarianer sind daher bei dieser Pflanze nicht unbedingt auf eine Zudüngung angewiesen. Regelmäßiger Teilwasserwechsel stellt die nötige Kohlenstoffdioxidmenge sicher.

## Taxonomie und Systematik
Die Erstveröffentlichung erfolgte 1753 unter dem Namen (Basionym) Alisma subulatum durch Carl von Linné in Species Plantarum, 1, Seite 343. Die Neukombination zu Sagittaria subulata (L.) Buchenau wurde 1871 durch Franz Buchenau in Abhandlungen herausgegeben vom Naturwissenschaftlichen Verein zu Bremen, 2, Seite 490 veröffentlicht. Weitere Synonyme für Sagittaria subulata (L.) Buchenau sind: Sagittaria filiformis J.G.Sm., Sagittaria lorata (Chapm.) Small, Sagittaria natans Michx., Sagittaria natans var. lorata Chapm., Sagittaria natans var. pusilla (Nutt.) Chapm., Sagittaria pusilla Nutt., Sagittaria subulata subsp. lorata (Chapm.) R.T.Clausen, Sagittaria subulata var. lorata (Chapm.) Fernald, Sagittaria subulata var. natans J.G.Sm., Sagittaria subulata var. pusilla (Nutt.) Buchenau, Sagittaria subulata var. typica Fernald nom. inval.
Von der Art Sagittaria subulata gibt es je nach Autor verschiedene Varietäten, so:
- Sagittaria subulata (L.) Buchenau var. subulata
- Sagittaria subulata var. pusilla (Nutt.) Buchenau (Syn.: Sagittaria pusilla Nutt., Sagittaria natans var. pusilla (Nutt.) Chapm.)

Nicht mehr zu dieser Art gestellt werden:
- Sagittaria subulata var. gracillima (S.Watson) J.G.Sm. → Sagittaria filiformis J.G.Sm.
- Sagittaria subulata var. kurziana (Glück) Bogin → Sagittaria kurziana Glück